# ガス溶接

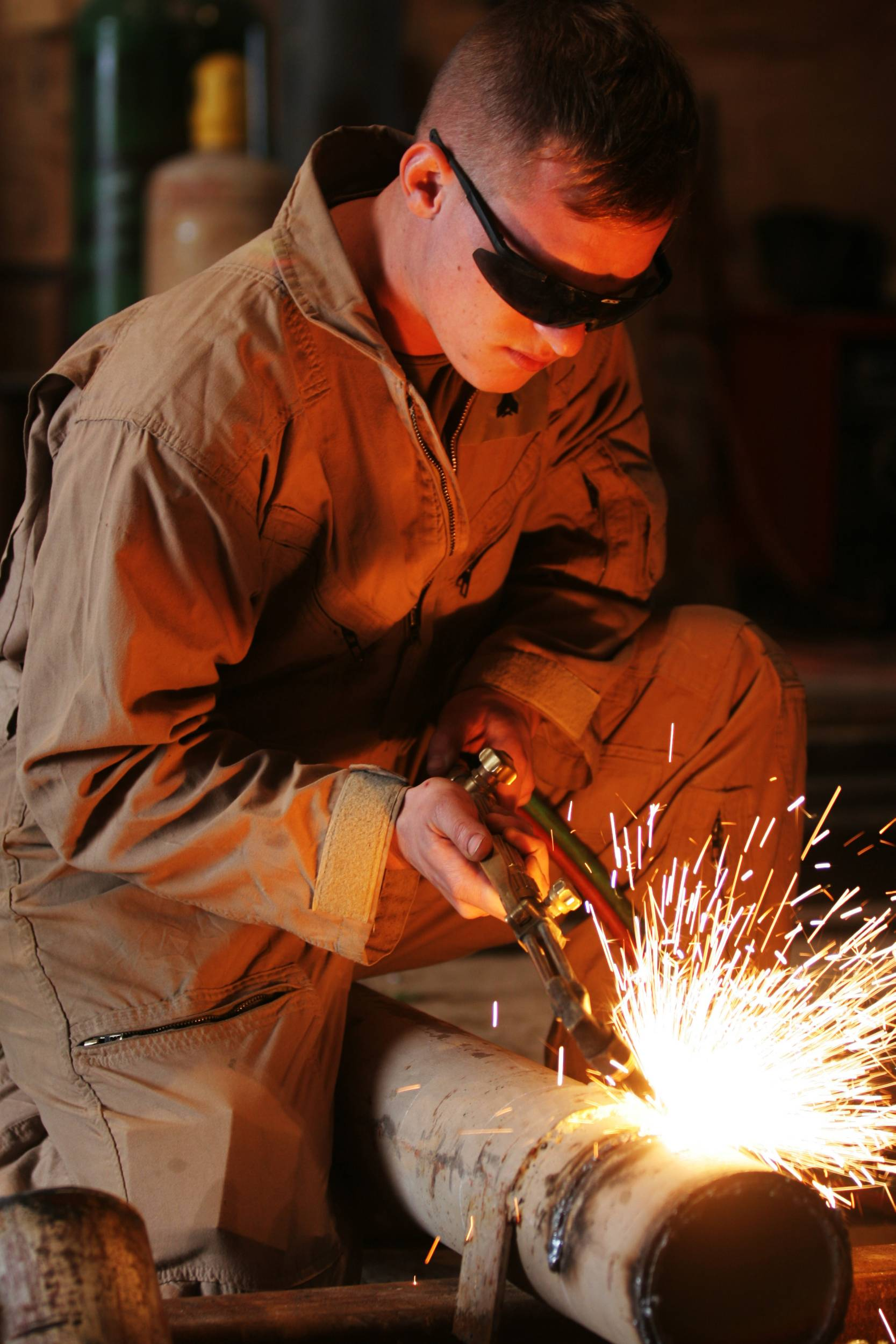
鉄パイプのガス溶断

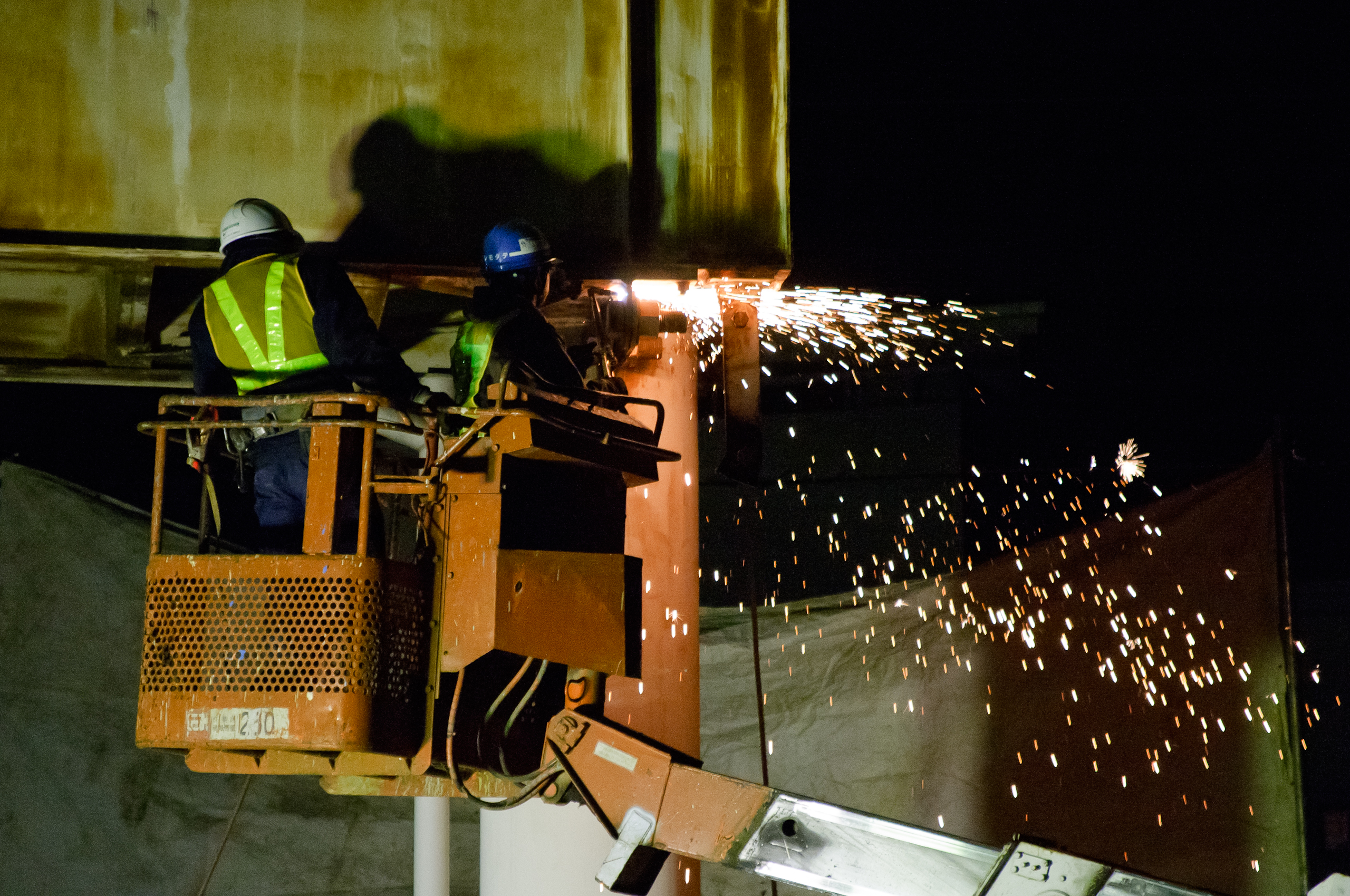
アセチレンガスによる歩道橋の溶断

ガス溶接（ガスようせつ、英語: oxy-fuel welding、oxyacetylene welding、gas welding）とは、可燃性ガスと酸素が結び付き、燃焼する際に発生する熱を利用して金属の接合を行う溶接方法である。ここでは、金属を高い温度で酸化させ、その酸化物をガスで吹き飛ばすことによって行う、ガス溶断（ガスようだん、英語: oxy-fuel cutting）についても述べる。

## 使用するガス
溶接で使用する可燃性ガスにはアセチレン（酸素アセチレン溶接）、水素、プロパン・ブタンなどのLPガス、メタン、石炭ガス、都市ガス、マップガス（プロパジエンとメチルアセチレンとの混合物）などがある。

## 溶接装置の構成
可燃性ガスボンベ（アセチレン・プロパンなど）
アセトンまたはN,N-ジメチルホルムアミド（ジメチルフォルムアミド・DMFとも言う）に溶かし、それを多孔質の固体にしみこませた状態にしている。プロパン・ブタンなどのLPガスは、加圧・液化した状態でボンベに充填される。
酸素ボンベ
酸素には助燃性があるため、油など燃えやすいものが付着すると引火の原因となる。このため、「油のついた手袋などでボンベを触らない」「酸素ボンベの近くに油脂・可燃物を置かない」などの注意が必要であり、技能講習でも、これについての指導がなされる。
圧力調整器
ボンベの圧力は高く、そのままの圧力では溶接に適さない。そこで、一定の圧力を取り出すための「圧力調整器」をボンベに取り付ける。圧力調整器は、圧力を調整する機構と、高圧（ボンベ側）・低圧（溶接器送り側）2つの圧力計によって構成されている。安全弁、逆火防止弁などが付いているものもある。なお、ボンベと圧力調整器の接続口は、ドイツ式とフランス式の2種類がある。
ホース（ボンベと溶接器・切断器を接続する）
ガスの種類によって、色・寸法・厚さなどの規格が日本産業規格（JIS）で定められている。劣化したホースは逆火などの原因となるため、ビニールテープなどで補修せず、専用の継ぎ手をゴムバンド・針金で固定しての補修、またはホースの全交換をすることが推奨されている。
溶接器（溶断の場合は、切断器）本体
溶接器には、可燃性ガスと酸素の割合を調整して混合する「吹管」、実際に炎が出るところである「火口」にわけられる。火口はさまざまな大きさのものに取り替えることが可能で、これにより、炎の大きさを調整することができる。
溶接器にもドイツ式（JIS A型）、フランス式（JIS B型）がある。また、切断器には、7 kPaまでのものを扱うJIS 1型（低圧型）、7 kPaから130 kPaまでの圧力を扱うJIS 3型（中圧型）などがある。
点火用ライター
ガス溶接の点火のために、専用のライターが用意されている。マッチや通常のライター・高熱の金属・他のトーチを使用しないように指導がなされている。

## 安全対策
ガス溶接は、アーク溶接ほど閃光が激しくないので、作業時の装備は比較的軽いものとなる。しかし、可燃性ガスは、衝撃や高温で爆発がおきやすいため、溶接時の取り扱いを誤ると、引火・逆火・爆発などの大惨事を招くこともある。
アセチレンは、摂氏400度で自然発火するほか、わずかな衝撃でも分解反応によって爆発することがある。また、銅と銀などはアセチレンと反応し、爆発しやすい物質になる。このため、これらの金属をアセチレン溶接する時には注意が必要で、特に、アセチレンが直接これらの金属と触れないよう配慮する必要がある。
プロパン・ブタンは局部にたまりやすく、アセチレンより濃度が少なくても爆発を起こす。また、燃焼時に多量の酸素を消費するため、酸欠状態になりやすい。
各機器についても、容器・溶接器など、それぞれに安全装置は配備されている。しかし、容器の取り扱い、運び方ひとつについてもさまざまな注意を配る必要があるほか、溶接器などの使い方を間違えることによっても、事故を引き起こすことがある。ホース・圧力調整器などは、ごみ・埃ひとつでも動作不良・事故の原因になることもあり、取り扱いには慎重を期すことが求められる。

## 日本における関連資格
日本でガス溶接の業務を行うためには、労働安全衛生法と関連政令・省令に基づく講習を受け、ガス溶接・ガス溶断について習得する必要がある。「労働安全衛生規則」第83条で「ガス溶接技能講習規程」が規定されており、そのカリキュラムに沿って、学科講習と実技講習が行われている。
また、日本で大規模なガス溶接装置（アセチレン溶接装置（カーバイドからアセチレンガスを発生させるもの）またはガス集合溶接装置）を設置する際は、ガス溶接作業主任者をおく必要がある。この資格は、ガス溶接技能講習を受け、所定の実務経験をつんだものが試験を受けて取得する、厚生労働省所管の免許である。

## リンク
- ガス溶接の話 - 日本キャタピラー